# Атлантичний флот (Велика Британія)
Атлантичний флот (Велика Британія) (англ. Atlantic Fleet) — одне з оперативно-стратегічних об'єднань Королівського військово-морського флоту Великої Британії, що перебувало у складі флоту у 1904—1914 та 1919—1932 роках.

## Історія
6 грудня 1904 року Перший лорд адміралтейства граф Сельборн публічно оголосив про перерозподіл флотів Королівського флоту. Флот Каналу був перейменований на Атлантичний з базуванням на Гібралтарі. Його керівник отримав статус та звання головнокомандувача. Основним призначення Атлантичного флоту було забезпечення морської присутності в акваторії між Гібралтаром та базою в Берехавені на південному заході Ірландії, в готовності до посилення британських сил у протоці Ла-Манш, або Середземноморського флоту. З цією метою було ухвалено, що Атлантичний флот проводитиме два рази на рік спільні маневри зі Середземноморським флотом, наприкінці квітня та на початку серпня, та один раз на рік із Флотом Каналу у лютому.
Його географічна зона відповідальності визначалася від точки на захід від Азорських островів, на північ до мису Фіністерре, на схід до Сицилії та на південь до Канарських островів. У мирний час Гібралтар перебував під безпосереднім командуванням головнокомандувача Атлантичного флоту, втім, у випадку війни ключова стратегічна ВМБ переходила під управління Головнокомандувача Середземноморського флоту.
1 травня 1912 року британські флоти знову були реорганізовані. Ескадра лінкорів Атлантичного флоту стала третьою ескадрою лінкорів Першого флоту, і Атлантичний флот був розформований, доки це ім'я флоту не було присвоєно у 1919 році новому оперативно-стратегічному об'єднанню після розформування Великого флоту.
Друге формування флоту завершило існування в 1932 році, коли Адміралтейство було похитнуто подіями Інвергордонського повстання, перейменовало флот на Домашній.

## Командування флотом

### Головнокомандувачі
1-ше формування
- Віцеадмірал Чарльз Бересфорд (31 грудня 1904 — 1 березня 1905)
- Віцеадмірал Вільям Мей (1 березня 1905 — 23 лютого 1907)
- Віцеадмірал Асгетон Курзон-Хау (23 лютого 1907 — 19 листопада 1908)
- Віцеадмірал Людвіг Александр Баттенберг (19 листопада 1908 — 20 грудня 1910)
- Віцеадмірал Джон Джелліко (20 грудня 1910 — 19 грудня 1911)
- Віцеадмірал Сесіль Берні (19 грудня 1911–1912)

1-ше формування
- Адмірал Чарльз Мадден (8 квітня 1919 — 15 серпня 1922)
- Адмірал Джон де Робек (15 серпня 1922 — 15 серпня 1924)
- Адмірал Олівер Френсіс Генрі (15 серпня 1924 — 15 серпня 1927)
- Адмірал Губерт Бренд (15 серпня 1924 — 17 квітня 1929)
- Адмірал Ерні Чатфілд (17 квітня 1929 — 27 травня 1930)
- Віцеадмірал Майкл Годжес (27 травня 1930 — 6 жовтня 1931)
- Адмірал Джон Келлі (6 жовтня 1931 — 1932)